# Municipio de Bethlehem (Misuri)
El municipio de Bethlehem (en inglés: Bethlehem Township) es un municipio ubicado en el condado de Henry en el estado estadounidense de Misuri. En el año 2010 tenía una población de 731 habitantes y una densidad poblacional de 6,04 personas por km².

## Geografía
El municipio de Bethlehem se encuentra ubicado en las coordenadas 38°19′19″N 93°40′58″O / 38.32194, -93.68278. Según la Oficina del Censo de los Estados Unidos, el municipio tiene una superficie total de 121.1 km², de la cual 111,78 km² corresponden a tierra firme y (7,7 %) 9,32 km² es agua.

## Demografía
Según el censo de 2010, había 731 personas residiendo en el municipio de Bethlehem. La densidad de población era de 6,04 hab./km². De los 731 habitantes, el municipio de Bethlehem estaba compuesto por el 97,95 % blancos, el 0,14 % eran afroamericanos, el 0,27 % eran amerindios, el 0,27 % eran asiáticos, el 0,55 % eran isleños del Pacífico y el 0,82 % eran de una mezcla de razas. Del total de la población el 0,68 % eran hispanos o latinos de cualquier raza.